# 72059 Heojun
72059 Heojun è un asteroide della fascia principale. Scoperto nel 2000, presenta un'orbita caratterizzata da un semiasse maggiore pari a 2,3604968 UA e da un'eccentricità di 0,1322742, inclinata di 10,72187° rispetto all'eclittica.
L'asteroide è dedicato al medico coreano Heo Jun.